# Serapeum

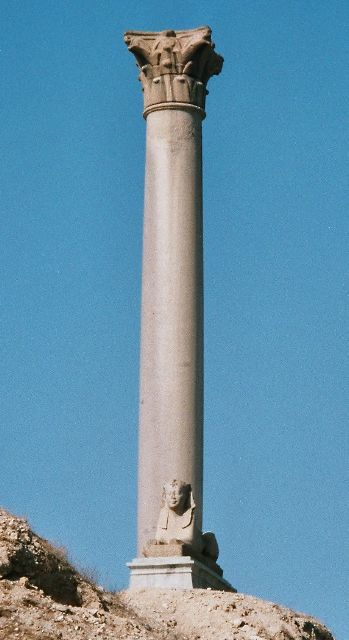
Pilaar van Pompeius

Serapeum (Oudgrieks: Σεραπεῖον, Serapeion) is de Latijnse naam voor een tempel, of een ander religieus bouwwerk, gewijd aan de god Serapis. Er waren ervan in het Oude Egypte, in Italië in de tijd van het Romeinse Rijk en in Turkije. Serapis was een syncretisme tussen Osiris en de stiergod Apis.
Het beroemdste Serapeum bevond zich in Alexandrië, maar ook de veel oudere begraafplaats van de Apis-stier in Saqqara wordt als Serapeum aangeduid.

## Serapeum Alexandrië
Het Serapeum van Alexandrië werd onder Ptolemaeus III Euergetes I gebouwd, koning van 246-221 v.Chr. Het bevond zich in het zuidwestelijke deel van Alexandrië. Op deze locatie was reeds een tempel gesticht door Ramses II. De tempel was aan Serapis gewijd, een Hellenistische god. De bekende pilaar van Pompeius, zie de foto, werd in het jaar 297 n. Chr. door keizer Diocletianus opgericht.
Behalve tempel had het Serapeum ook een andere functie. Een deel van de collectie van de beroemde Bibliotheek van Alexandrië was er ondergebracht. Volgens de historicus Diodoros Siculus was het Serapeum een dependance van de grote bibliotheek. De boeken in het Serapeum waren voor geleerden, die niet bij het Mouseion waren aangesloten, en de boeken waren kopieën van boeken van de grote bibliotheek.
Ammianus Marcellinus schreef later dat de bibliotheek niet meer aanwezig was, toen hij in Alexandrië was, voor 380.
Het Serapeum werd in het jaar 392 door Nitrische monniken onder leiding van patriarch Theophilus van Alexandrië op basis van een edict van keizer Theodosius I eerst belegerd, een aantal heidenen onder leiding van de neoplatonist Olympius had zich er immers verschanst, daarna geplunderd en vernietigd. Cultobjecten werden verwoest, waaronder een groot godenbeeld van Serapis. Eén godenbeeld werd in het openbaar tentoongesteld.
Theophilus liet een kerk genoemd naar Honorius op de plaats bouwen.
Edward Gibbon hielp later de misvatting de wereld in dat het Serapeum ten tijde van zijn verwoesting de Bibliotheek van Alexandrië huisvestte en dat er massale boekenverbranding plaatsvond.

## Serapeum Saqqara
Auguste Mariette ontdekte in 1851 in Saqqara, de necropolis van Memphis, de dromos of sfinxenlaan van Nectanebo I die naar de tempel van nectanebo II liep. Daarvandaan liep weer een andere dromos richting het Serapeum. Dit was de begraafplaats van de Apis-stieren. Sinds Amenhotep III werden in Saqqara stieren begraven, maar Ramses II liet zijn zoon Chaemwaset, hogepriester van Ptah in Memphis, een ondergrondse galerij met kleinere gewelven aanleggen. Psammetichus I voegde er een grotere galerij aan toe met grotere gewelven. De Apis-stieren werden begraven in grote sarcofagen, ieder afzonderlijk in een grafkamer. In de muren die de kamers afsloten zijn ook stela’s gemetseld, met gegevens van de regeringsperiode van een bepaalde farao. De laatste stier werd hier begraven ten tijde van Cleopatra VII.

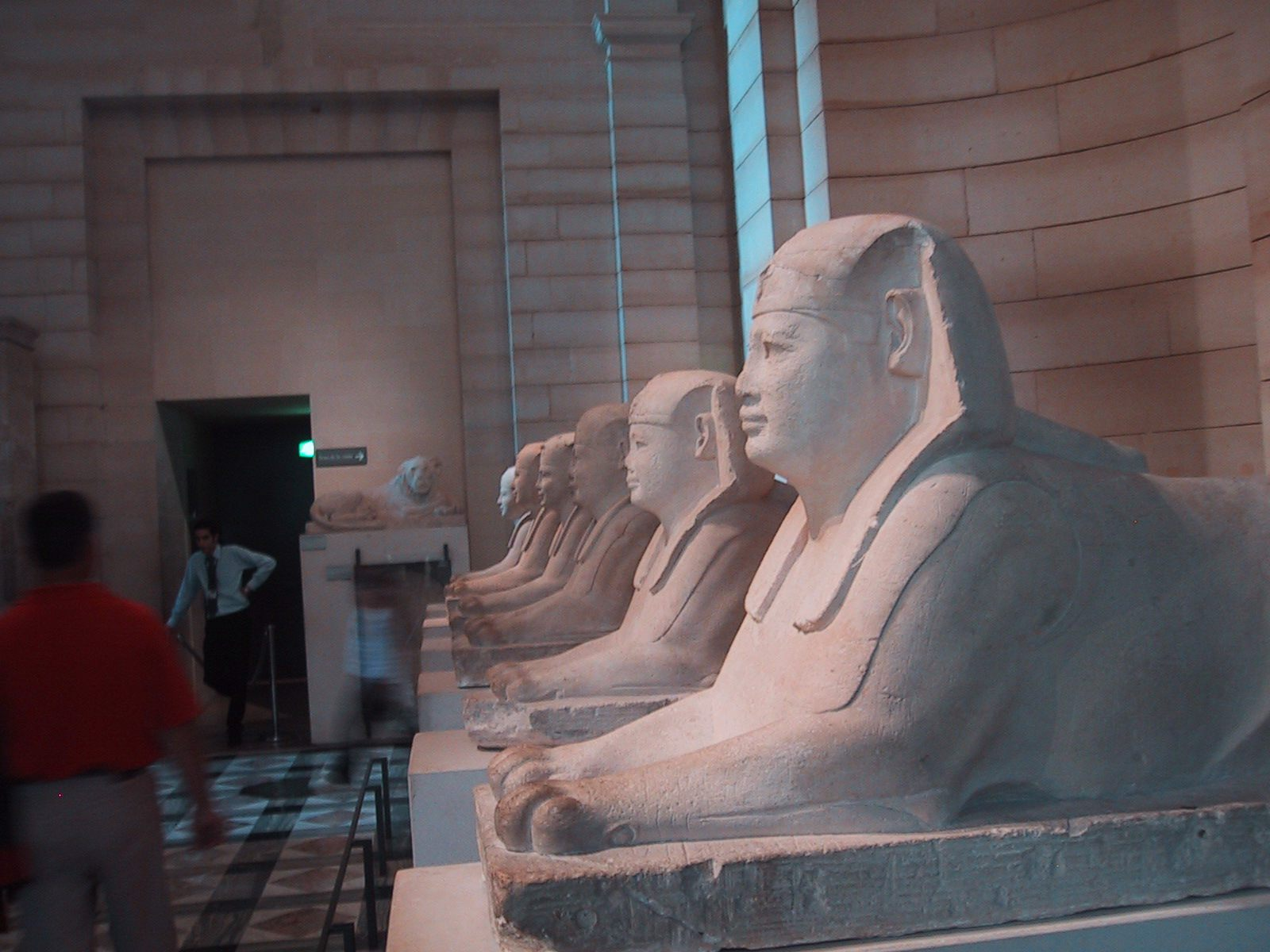
Sfinxen van Nectanebo I in de dromos van Saqqara. Museum het Louvre
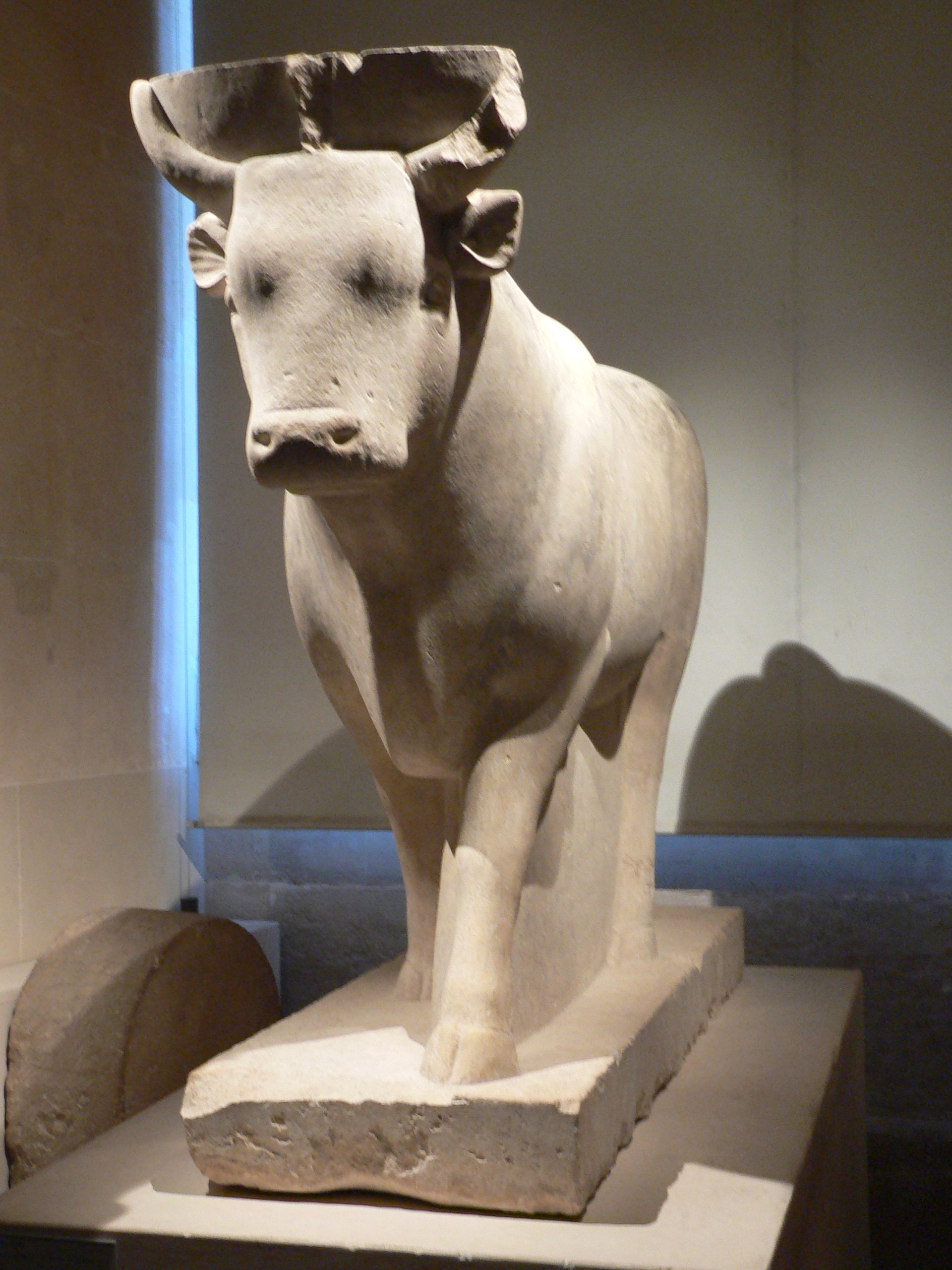
Beeld van Apis-stier 30e dynastie in het Louvre